# 이준 (축구 선수)
이준(1997년 7월 14일 ~ )은 대한민국의 축구 선수이다. 포지션은 골키퍼이다. 현재 전남 드래곤즈 소속이다.